# Ochna katangensis
Ochna katangensis là một loài thực vật có hoa trong họ Ochnaceae. Loài này được De Wild. mô tả khoa học đầu tiên năm 1902.